# Maizet
Maizet ist eine französische Gemeinde mit 364 Einwohnern (Stand: 1. Januar 2022) im Département Calvados in der Region Normandie; sie gehört zum Arrondissement Caen und zum Kanton Évrecy.

## Geographie
Maizet liegt etwa 13 Kilometer südsüdöstlich von Caen an der Orne, der die Gemeinde im Osten begrenzt. Umgeben wird Maizet von den Nachbargemeinden Avenay im Norden, Amayé-sur-Orne im Borden und Nordosten, Mutrécy im Osten und Südosten, Grimbosq im Süden und Südosten, Sainte-Honorine-du-Fay im Westen und Südwesten sowie Évrecy im Nordwesten.

## Bevölkerungsentwicklung
| Jahr                              | 1793 | 1836 | 1876 | 1926 | 1946 | 1968 | 1990 | 2018 |
| Einwohner                         | 349  | 309  | 238  | 181  | 139  | 164  | 260  | 365  |
| Quellen: Cassini, EHESS und INSEE |      |      |      |      |      |      |      |      |

## Sehenswürdigkeiten

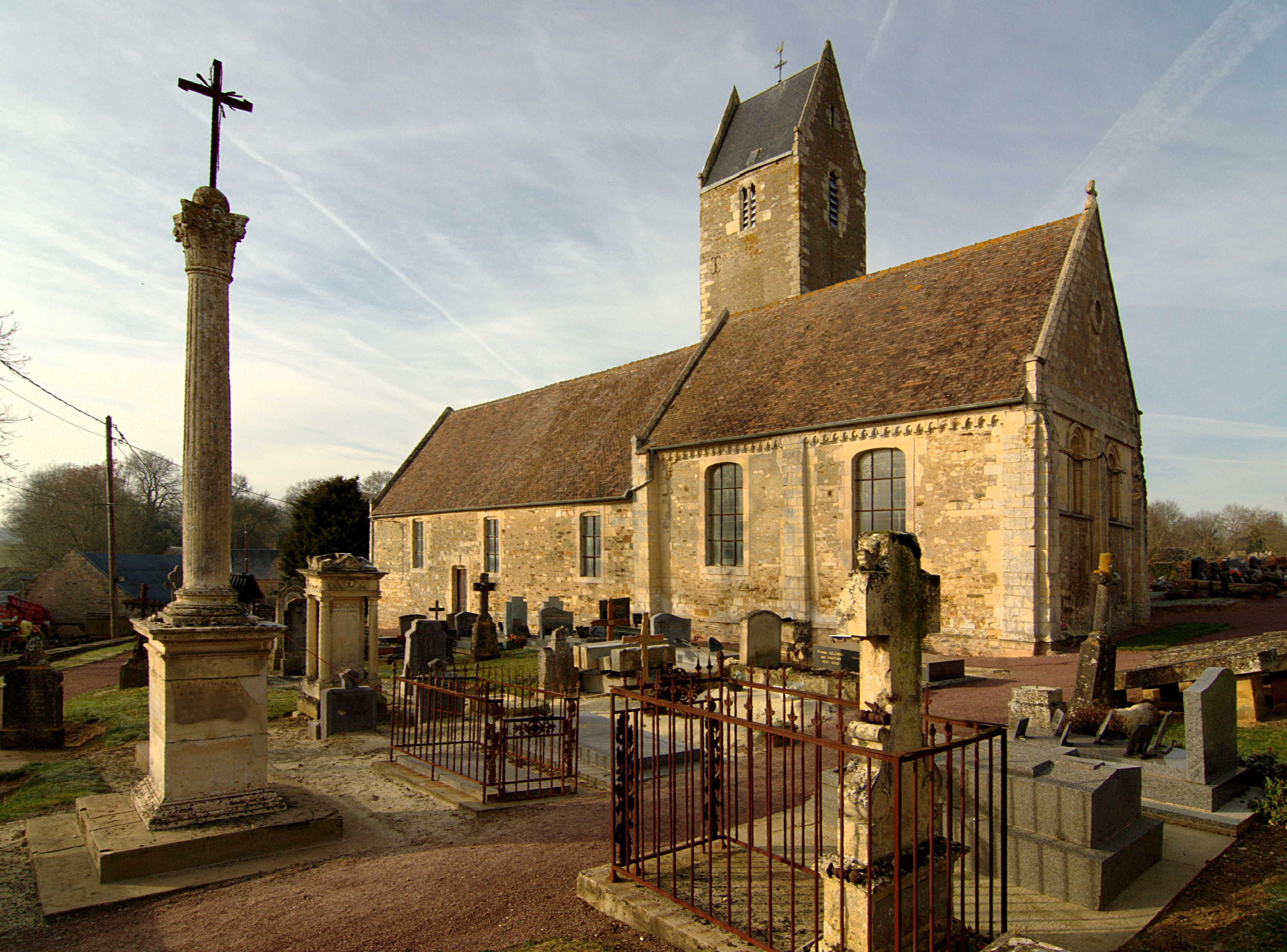
Kirche Saint-Vigor

- Kirche Saint-Vigor